# Serra Borina
La Serra Borina és una serra situada al municipi de Santa Maria d'Oló, a la comarca del Moianès, amb una elevació màxima de 517 metres.